# Три брата (филм)
Три брата (фр. Les Trois Frères) француска је комедија из 1995. године коју су написали, режирали и глумили Дидије Бурдон и Бернар Кампан, заједно са њиховим партнером из француског комичарског триа Незнанци (фр. Les Inconnus), Паскалом Лежитимусом.
Филм је освојио награду за најбољи деби на додели награда Цезар 1996. године. То је био француски филм са највећом зарадом 1995. године, од 46 милиона долара.

## Радња
Три брата се први пут срећу након мајчине смрти. Верујући да ће наследити њено богатство, брзо потроше свој новац. Међутим, када наследство не дође, браћа се зближавају док покушавају да смисле шта да раде, што их уваљује у велики број неприлика.